# Палац Правосуддя (Мюнхен)

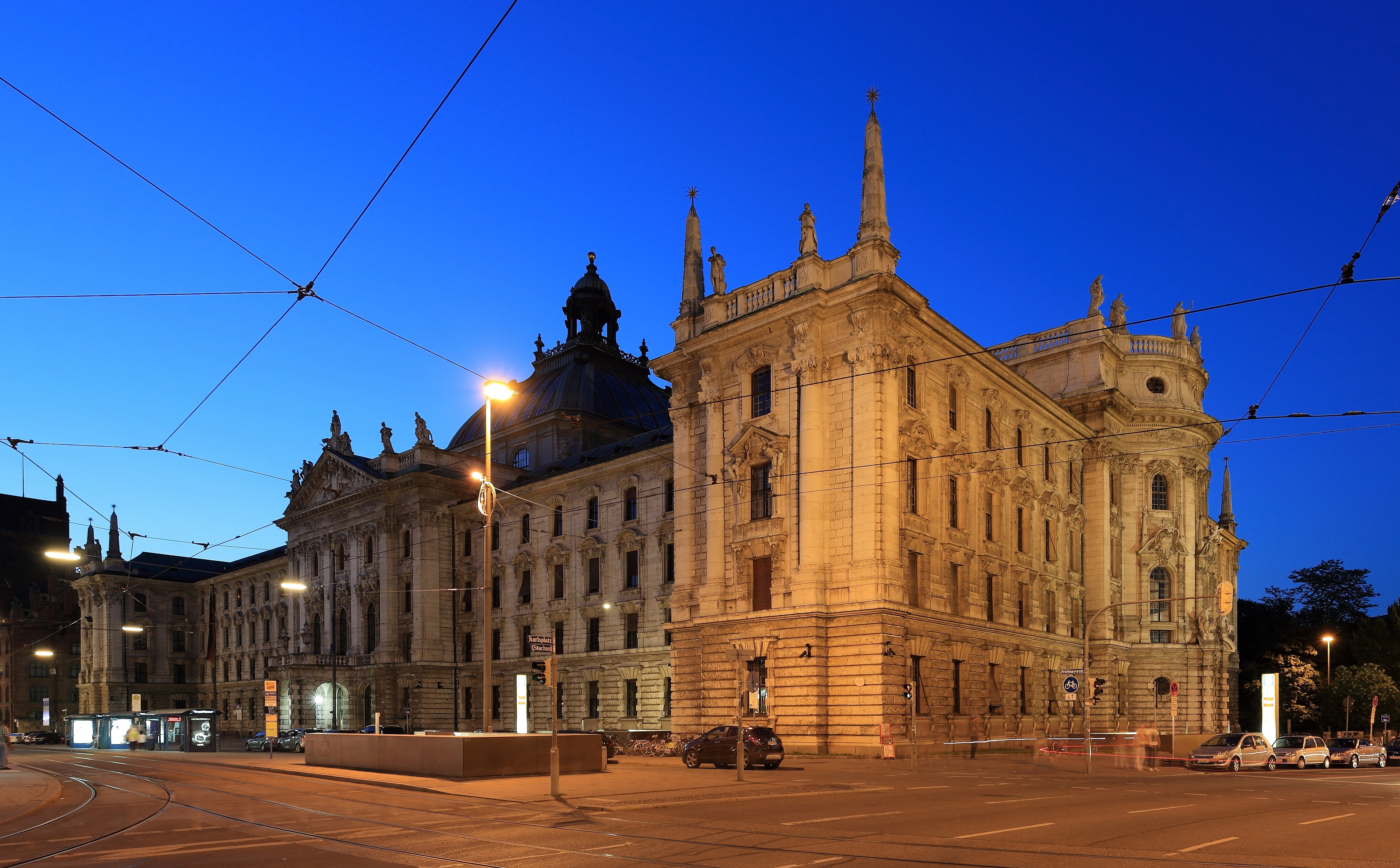
Палац Правосуддя в сутінках

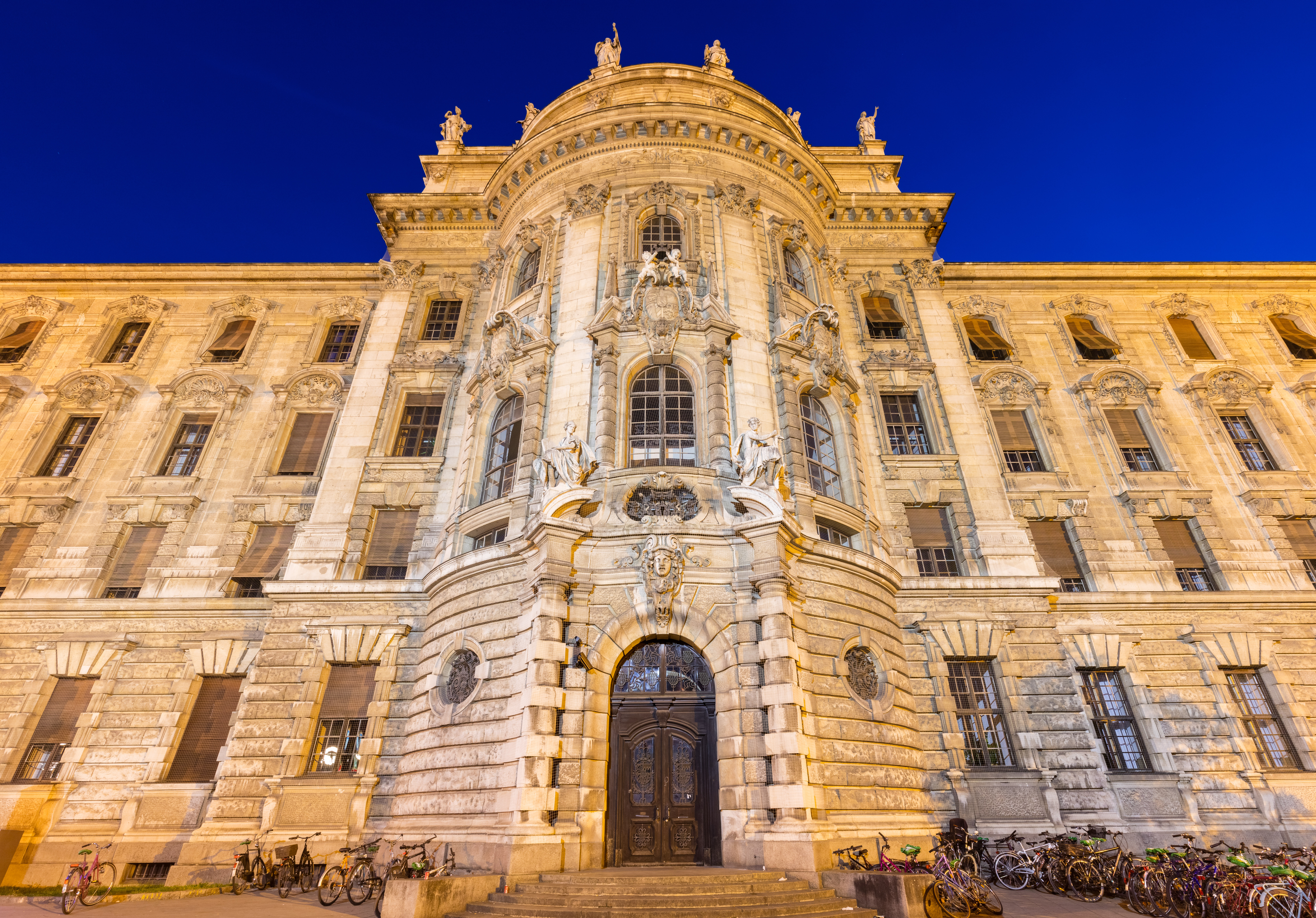
Біля парадного входу до Палацу Правосуддя

Палац Правосуддя (нім. Justizpalast) — історична громадська будівля адміністративного призначення, розташована у місті Мюнхен, Німеччина. Побудований між 1891-1897 рр. німецьким архітектором Фрідріхом фон Тіршем. Архітектура будівлі, містить у собі елементи бароко та ренесансу.
Будівлю зайнято Верховним судом Баварії, Баварським державним міністерством юстиції, а також великою кількістю палат земельного суду Мюнхена.
Тут проходив судовий процес проти членів антифашистської підпільної групи «Біла троянда», що діяла за часів Третього рейху і ліквідованої в 1943 році. Також у стінах Палацу правосуддя проходив гучний суд над Вірою Брюне, колишньою дружиною композитора Лотара Брюне, засудженої до довічного ув'язнення за вбивство свого коханця.
Палац є значною туристичною пам'яткою Мюнхена.